# Alexandre Sloboda
Pour les articles homonymes, voir Sloboda (homonymie).
Alexandre Sloboda Fonseca (appelé Alexandre Sloboda) est un joueur franco-brésilien de volley-ball né le 2 juin 1973 à Rio de Janeiro (État de Rio de Janeiro). Il mesure 2,00 m et joue central. Il a été sélectionné 25 fois en équipe du Brésil.

## Clubs
| Club                 | Pays   | De        | À         |
| -------------------- | ------ | --------- | --------- |
| Frangosul            | Brésil | 1992-1993 | 1995-1996 |
| Chapecó              | Brésil | 1996-1997 | 1996-1997 |
| Minas Belo Horizonte | Brésil | 1997-1998 | 1997-1998 |
| Suzano São Paulo     | Brésil | 1998-1999 | 1998-1999 |
| Tourcoing LM         | France | 1999-2000 | 2001-2002 |
| Tours Volley-Ball    | France | 2002-2003 | 2006-2007 |
| Tourcoing LM         | France | 2007-2008 | 2010-2011 |

## Palmarès
- Ligue des champions (1)
  - Vainqueur : 2005
  - Finaliste : 2007
- Championnat de France (1)
  - Vainqueur : 2004
  - Finaliste : 2001, 2002, 2003, 2006, 2009
- Championnat du Brésil (1)
  - Vainqueur : 1995
- Coupe de France (3)
  - Vainqueur : 2003, 2005, 2006
  - Finaliste : 2002, 2009
- Supercoupe de France (1)
  - Vainqueur : 2005
  - Perdant : 2004, 2006